# طوبولوجيا الكم
طوبولوجيا الكم هو أحد فروع الرياضيات التي تربط ميكانيكا الكم بالطوبولوجيا منخفضة الأبعاد.
ويطرح رمز ديراك رأيًا خاصًا بالميكانيكا الكمية الذي أصبح مكبرًا فيما بعد ضمن إطار عمل يمكنه جمع التوسعات المرتبطة بالفضاءات الطوبولوجية وما يرتبط به من وجود أحد الفضاءات في فضاء آخر في شكل عقدة وروابط في الفضاء ثلاثي الأبعاد. ومن الممكن تعميم رمز براكيت الخاص بكل من الكيت والبرا ليصبح بمثابة خرائط للفضاءات المتجهية المرتبطة بالفضاءات الطوبولوجية التي تتيح النواتج الموترية.
ومن الممكن أن يرتبط التشابك الطوبولوجي والذي يتضمن الاتصال والتجدل ارتباطًا حدسيًا بالتشابك الكمي.